# جون جيدمان
جون جيدمان (بالإنجليزية: John Gidman) (و. 1954  م) هو لاعب كرة قدم بريطاني، ولد في ليفربول، مركز لعبه هو مُدَافِع.

## روابط خارجية
- جون جيدمان على موقع قاعدة بيانات كرة القدم.إي يو (الإنجليزية)
- جون جيدمان على موقع ناشيونال فوتبول تيمز (الإنجليزية)
- جون جيدمان على موقع Soccerbase.com (لاعب) (الإنجليزية)